# تاریخچه روشنفکری
تاریخچه روشنفکری (به انگلیسی: Intellectual history) همچنین «تاریخچه ایده‌ها») مطالعه تاریخ اندیشه بشر و روشنفکران است یعنی افرادی که مفهوم‌سازی و بحث می‌کنند، در مورد آن می‌نویسند و به ایده‌ها اهمیت می‌دهند. پیش‌فرض پژوهشی تاریخچه روشنفکری آنست که ایده‌ها جدا از اندیشمندانی رشد نمی‌کنند که آن ایده‌ها را مفهوم‌سازی و به کار می‌گیرند؛ بنابراین مورخ روشنفکری، اندیشه‌ها را در دو زمینه مطالعه می‌کند:
1. به عنوان گزاره‌های انتزاعی برای کاربرد انتقادی؛
2. از نظر فرهنگ، زندگی و تاریخ مشخص.[۱]

به‌عنوان حوزه‌ای برای پژوهش روشنفکری، تاریخ ایده‌ها «(به آلمانی: Kulturgeschichte)» (تاریخ فرهنگی) و «(به آلمانی: Geistesgeschichte)» (تاریخ فکری) از رشته‌های اروپایی شکل گرفت که مورخان ممکن است از آن تاریخچه روشنفکری جهانی را مراد کنند که بیانگر همسانی‌ها و روابط متقابل تاریخ تفکر انتقادی در هر جامعه است. به همین ترتیب، تاریخ خواندن، و تاریخ کتاب، در مورد جنبه‌های مادی تولید کتاب (طراحی، ساخت، توزیع) از تاریخ ایده‌ها شکل گرفته‌است.
دغدغه روشنفکران تاریخچه روشنفکری، مطالعه انتقادی اندیشه‌های بیان شده در متون تولیدی توسط روشنفکران است. تفاوت جالب تاریخچه روشنفکری با سایر اشکال تاریخ فرهنگی که به بررسی اشکال دیداری و غیرکلامی شواهد می‌پردازند، در تولید دانش، مفهوم «روشنفکر» به‌عنوان شهروند سیاسی جامعه عمومی از سده نوزدهم برمی‌گردد و مرد یا زنی را مشخص می‌کند که به‌طور حرفه‌ای با تفکر انتقادی که قابل اجرا است درگیر است. بهبود جامعه با این وجود، هر کسی که افکار خود را بر روی کاغذ بررسی کند، می‌تواند موضوع تاریخ فکری باشد. به عنوان مثال، «پنیر و کرم‌ها» (۱۹۷۶)، کارلو گینتسبورگ در مورد آسیابان ایتالیایی سده شانزدهم منوکیو (۱۵۳۲–۱۵۹۹) و کیهان‌شناسی، در ژانر تاریخ فکری (و همچنین تاریخ فرهنگی، تاریخ ذهنیت‌ها و خرد تاریخ) قرار می‌گیرد.

## تاریخچه رشته
تاریخچه روشنفکری شامل تاریخ فلسفه و تاریخ فرهنگی است و از زمان ولتر (۱۶۹۴–۱۷۷۸) و یاکوب بورکهارت (۱۸۱۸–۱۸۹۷) شکل گرفته‌است. تلاش‌های علمی سده هجدهم را می‌توان در «پیشرفت یادگیری» (۱۶۰۵)، فرانسیس بیکن برای چیزی پی گرفت که او «تاریخ ادبی» می‌نامید.
در اقتصاد، جان مینارد کینز (۱۸۸۳–۱۹۴۶)، هم مورخ اندیشه اقتصادی بود و هم به سبب اهمیت انقلاب کینزی، موضوع مطالعه مورخان اندیشه اقتصادی شد.
درک معاصر از تاریخچه روشنفکری، در پس از جنگ دهه ۱۹۴۰، در تجسم اولیه خود به عنوان تاریخ ایده‌ها تحت رهبری آرتور لاوجوی، بنیانگذار مجله تاریخ ایده‌ها ظهور کرد. از آن زمان، صورت‌بندی لاوجوی از «ایده‌های واحد» در جهت‌های فکری متفاوت و متعدد، مانند زمینه‌گرایی، گزارش‌های حساس تاریخی از فعالیت‌های فکری در دوره تاریخی مربوطه، توسعه یافت که تغییر پژوهشی در جایگزینی اصطلاح «تاریخ اندیشه‌ها» با واژه «تاریخچه روشنفکری» منعکس شده‌است.
تاریخچه روشنفکری چندرشته‌ای است و تاریخ فلسفه و تاریخ عقاید اقتصادی را شامل می‌شود.
- در اروپای قاره‌ای، نمونه مناسب تاریخچه روشنفکری «تاریخچه مفهومی» (تاریخ مفاهیم، ۲۰۱۰)، توسط راینهارت کوزلک است.
- در بریتانیا تاریخ اندیشه سیاسی از اواخر دهه ۱۹۶۰ کانون توجه خاصی بوده‌است و به ویژه با مورخین در کمبریج، مانند جان دان و کوئنتین اسکینر مرتبط است که اندیشه سیاسی اروپا را با تأکید بر پیدایش و توسعه مفاهیمی مانند دولت و آزادی در زمینه تاریخی مطالعه کرد. اسکینر به‌خاطر مقاله‌های روش‌شناختی و تحریک‌آمیزی شهرت دارد که به تمرین تاریخچه روشنفکری اهمیت می‌دهد.[۸]
- در ایالات متحده، تاریخچه روشنفکری اشکال مختلف تولید فکری را دربرمی گیرد، نه فقط تاریخ اندیشه‌های سیاسی و شامل زمینه‌هایی مانند تاریخ اندیشه تاریخی، مرتبط با آنتونی گرافتون (دانشگاه پرینستون) و جِی. جی. اِی. پوکوک (دانشگاه جان هاپکینز) را. دکترای تاریخ و فرهنگ در دانشگاه درو که به‌طور رسمی در سال ۲۰۱۰ تأسیس شد، یکی از معدود برنامه‌های تحصیلات تکمیلی است که در زمینه تاریخچه روشنفکری در زمینه‌های آمریکایی و اروپایی تخصص دارد. علیرغم برتری مورخان روشنفکر مدرن اولیه (کسانی که عصر رنسانس تا عصر روشنگری را مطالعه می‌کنند)، تاریخچه روشنفکری دوره مدرن نیز در هر دو ساحل اقیانوس اطلس بسیار پربار بوده‌است، به عنوان مثال: «باشگاه متافیزیک: داستانی از ایده‌ها در آمریکا» (۲۰۰۱) توسط لوئیس مناند و تخیل دیالکتیکی: تاریخچه مکتب فرانکفورت و مؤسسه تحقیقات اجتماعی»، ۱۹۲۳–۵۰ (۱۹۷۳)، توسط مارتین جی.

## روش‌شناسی

### رویکرد لاوجوی
آرتور او. لاوجوی (۱۹۶۲–۱۸۷۳) تاریخنگار عبارت تاریخ ایده‌ها را ابداع و مطالعه سیستماتیک آن را آغاز کرد. در دهه‌های اولیه سده بیستم، دانشگاه جان هاپکینز مهد بارورسازی برای تاریخ ایده‌های لاوجوی بود. او از سال ۱۹۱۰ تا ۱۹۳۹ در آنجا به عنوان استاد تاریخ تدریس کرد و چند دهه ریاست جلسات منظم باشگاه تاریخ ایده‌ها را بر عهده داشت. یکی دیگر از آثارش «مجله تاریخ ایده‌ها» است.
جدای از دانشجویان و همکارانش (مانند رنه ولک و لئو اسپیتزر که لاوجوی با آنها مناظره‌های گسترده‌ای داشت) که در پروژه‌های مرتبط شرکت داشتند  پژوهشگرانی مانند آیزایا برلین، میشل فوکو، جان ادوارد کریستوفر هیل، جی. جی. ای. پوکاک و دیگران با چنان روحیه‌ای فعالیت می‌کردند که لاوجوی با تقویت روحیه، کار تاریخ ایده‌ها را دنبال می‌کرد. فصل اول کتاب «زنجیره بزرگ هستی» لاوجوی (۱۹۳۶) مروری کلی از چیزهایی هست که او قصد داشت برنامه و محدوده مطالعه تاریخ ایده‌ها باشد.

#### واحد - ایده
در تاریخ ایده‌ها، لاوجوی از «واحد - ایده» (مفهوم) به عنوان واحد اساسی تحلیل تاریخی استفاده کرد. «واحد - ایده» واحد سازنده تاریخ ایده‌هاست. اگرچه به خودی خود نسبتاً پایدار است ولی واحد - ایده با سایر ایده‌های واحد ترکیب می‌شود و الگوهای معنایی جدیدی را در متن دوره‌های مختلف تاریخی ایجاد می‌کند. لاوجوی گفت مورخ ایده‌ها وظیفه دارد ایده‌های واحد را شناسایی کند و پیدایش و تحول تاریخی آنها را در قالب‌ها و ترکیب‌های مفهومی جدید توصیف کند. روش‌شناسی ایده واحد یعنی استخراج ایده اصلی از یک اثر فلسفی و ایجاد جنبش فلسفی.
اصول پژوهش روش‌شناسی عبارتند از:
1. مفروضات،
2. انگیزه‌های دیالکتیکی،
3. آسیب متافیزیکی، و
4. فلسفی معناشناسی.

اصول روش‌شناسی جنبش فلسفی فراگیر را تعریف می‌کند که در آن مورخ می‌تواند ایده واحد را بیابد که سپس در طول تاریخ ایده خاص مورد مطالعه قرار می‌گیرد.
- کوئنتین اسکینر، مورخ بریتانیایی، روش‌شناسی ایده - واحد لاوجوی را به عنوان «تصحیح آموزه‌ها» مورد انتقاد قرار داد جون پیامدهای منفی دارد.[۱۳] مورخ اندیشه‌ها باید نسبت به بافت فرهنگی متون و اندیشه‌های مورد تحلیل حساس باشد. روش تاریخی اسکینر مبتنی بر نظریه اعمال گفتاری است.
- جان لانگشاو آستین همچون برخی دیگر از پژوهشگران، روش تاریخی اسکینر را به دلیل تمایل او به ساختارهای اجتماعی و ساختارهای جامعه‌شناختی به جای کنشگران تاریخی دوره مورد مطالعه، مورد انتقاد قرار دادند.
- آندریاس دورشل، فیلسوف آلمانی گفته‌است رویکرد محدود کنندهٔ اسکینر به ایده‌ها، از طریق زبان کلامی اشاره می‌کند که ایده‌ها می‌توانند در رسانه‌ها و ژانرهای غیرزبانی، مانند موسیقی و معماری، تحقق پیدا کنند.[۱۴]
- داگ هربجورنسرود، مورخ، می‌گوید «دیدگاه اسکینر در خطر بسته شدن درها به روی فلسفه تطبیقی و جستجوی مسایل و راه‌حل‌های مشترک در فراسوی مرزها و زمان است».[۱۵]
- پیتر گوردون، مورخ آمریکایی می‌گوید برخلاف رویه لاوجوی در مورد تاریخ ایده‌ها، پراکسیس تاریخ فکری به مطالعه و پرداختن به ایده‌ها در زمینه‌های وسیع تاریخی می‌پردازد.[۱۶] که برخلاف مورخان عقاید و فیلسوفان (تاریخ فلسفه)، مورخان روشنفکری، «در مورد عبور از مرز متون فلسفی با زمینه‌های غیرفلسفی آرامش بیشتری دارند. . . [مورخین روشنفکر] تمایز بین «فلسفه» و «غیرفلسفه» را چیزی می‌دانند که به جای ثبابت همیشگی، به خودی خود از لحاظ تاریخی مشروط است؛ بنابراین، تاریخ فکری ابزاری برای بازتولید تفسیر معتبر تاریخی از یک بحث فلسفی، با اجرای زمینه‌ای است که در آن ایده‌ها و جنبش‌های فلسفی مورد مطالعه قرار گیرد.[۱۶]

### رویکرد فوکو
میشل فوکو روایت، شیوه ارتباطی سنتی مورخ را رد کرد زیرا به جای پژوهش عمیقی که پیوندهای متقابل را نشان می‌دهد به برخورد سطحی با حقایق، ارقام و افراد در یک دوره طولانی یا در میان حقایق، ارقام و افراد یک دوره خاص از تاریخ باورمند بود. فوکو گفت مورخان باید توصیف تاریخی را با استفاده از دیدگاه‌های مختلف «دیرینه‌شناسی دانش» آشکار کنند که روش تاریخی آن برای نگارش تاریخ در چهار ایده است:
- نخست، دیرینه‌شناسی دانش، دوره تاریخ را از طریق فلسفه، از طریق گفتمان‌های میان اندیشه، بازنمایی و مضامین تعریف می‌کند.
- دوم، اینکه مفهوم ناپیوستگی نقش مهمی در رشته‌های تاریخ دارد.
- سوم، این گفتمان به دنبال درک لحظه‌ای از تاریخ نیست که در آن افراد اجتماعی و افراد مورد مطالعه در یکدیگر وارونه می‌شوند.
- چهارم، اینکه حقیقت هدف تاریخ نیست بلکه گفتمان موجود در تاریخ است.[۱۸]

### تاریخچه روشنفکری جهانی
در سده بیست و یکم، زمینه تاریخچه روشنفکری جهانی به‌طور فزاینده‌ای مورد توجه قرار گرفته‌است. در سال ۲۰۱۳، ساموئل موین و اندرو سرتوری گلچین «تاریخ فکری جهانی» را منتشر کردند.
در سال ۲۰۱۶، مجله راتلج تاریخ فکری جهانی (ویرایشگر ریچارد واتمور) تأسیس شد. جی جی ای پوکاک و جان دان از جمله کسانی هستند که اخیراً بر خلاف اروپاگرایی برای رویکردی جهانی تر به تاریخ فکری استدلال کرده‌اند.

## مطالعه بیشتر

### در مورد تاریخچه روشنفکری
- جی, مارتین (2022). پیدایش و اعتبار: نظریه و عمل تاریخ فکری (به انگلیسی). انتشارات دانشگاه پنسیلوانیا. ISBN 978-0-8122-9999-1.

### پیماش
- بیرد، بی (۲۰۲۰):  پیدایش تاریخچه روشنفکری آفریقایی آمریکایی تاریخ روشنفکری مدرن.